# 金沢市立長田町小学校
金沢市立長田町小学校（かなざわしりつ ながたまちしょうがっこう、英語: Kanazawa Municipal Nagatamachi Elementary School）は、石川県金沢市長田1丁目にある公立小学校。

## 沿革
- 1931年（昭和06年）6月3日[4] - 金沢市長田町尋常小学校創立。
- 1932年（昭和07年）9月5日 - 長田町に新設されて開校式挙行[5]。
- 1933年（昭和08年）5月7日 - 新築校舎落成式挙行[6][7]。所在地：金沢市長田弓ノ町一番丁1番地[4]。
- 1941年（昭和16年）4月1日 - 国民学校令施行に伴い、金沢市立長田町国民学校と改称。
- 1947年（昭和22年）4月1日 - 学制改革により、金沢市立長田町小学校と改称。
- 1988年（昭和63年）10月13日 - 改築落成式を挙行[8]。
- 2011年（平成23年） - 創立80周年[9]。

## 学区
昭和町（3番1号～3番19号、3番21号～5番7号、5番22号～5番49号、6番20号、7番～10番、11番1号～11番18号、12番、13番1号～13番2号、13番28号～13番32号、13番38号～13番39号、21番1号～21番3号、21番18号～21番24号、22番に限る。）、元菊町（6番1号～6番5号、6番16号～10番5号、10番15号～10番24号、11番5号～11番20号、12番～25番に限る。）、大和町（3番25号～3番35号に限る。）、向中町、南広岡町、長田本町、長田1丁目、長田2丁目（1番～25番、26番5号～26番28号、27番、28番37号～28番72号に限る。）、中橋町、日吉町、折違町、醒ケ井町、広岡町、長田町、広岡1丁目（1番、2番、9番～17番に限る。）、広岡2丁目、広岡3丁目（1番1号～3番42号、3番56号～3番89号に限る。）、西念1丁目（1番1号～4番9号、4番19号～12番10号、12番28号～12番32号、14番1号～14番14号、14番21号～15番8号、15番12号、15番13号、15番18号～15番27号に限る。）、西念2丁目（18番1号、18番2号、18番7号～18番12号に限る。）、駅西本町1丁目（1番1号～3番3号、3番35号～3番44号、5番1号～5番7号、5番28号～15番43号に限る。）、駅西本町2丁目（7番、8番、10番～12番に限る。）